# Cryptographis angustimarga
Cryptographis angustimarga là một loài bướm đêm trong họ Crambidae.